# María José Sáenz de Buruaga
María José Sáenz de Buruaga Gómez (ur. 4 czerwca 1968 w Suances) – hiszpański samorządowiec i prawnik, minister w rządzie regionalnym, od 2023 prezydent Kantabrii.

## Życiorys
Początkowo studiowała fizykę, ostatecznie w 1994 ukończyła prawo na Uniwersytecie w Kantabrii. Pracowała w kancelarii adwokackiej, następnie do 2000 prowadziła własną praktykę w Suances.
Od 1991 należy Partii Ludowej, w ramach jej kantabryjskiego oddziału obejmowała funkcję sekretarz generalnej (2004–2017) i przewodniczącej (od 2017). W 1995 wybrana do rady miejskiej Suances, a w 1999 po raz pierwszy do regionalnego parlamentu (uzyskiwała reelekcję w 2003, 2007, 2011, 2015, 2019 i 2023). Pełniła funkcję wiceprzewodniczącej tej izby, a od 2011 do 2015 w regionalnym rządzie Ignacio Diego zajmowała stanowiska wicepremier oraz minister zdrowia i spraw społecznych. W 2019 i 2023 była kandydatką ludowców na prezydenta regionu. W lipcu 2023 wybrana prezydent Kantabrii po zawarciu koalicji z Vox.